# Miguel Torga
Miguel Torga (portuguès: Adolfo Correia da Rocha)  (São Martinho de Anta, 12 d'agost de 1907 - Coïmbra, 17 de gener de 1995), pseudònim d'Adolfo Correia fa Rocha, és considerat un dels escriptors portuguesos més grans del segle xx. Va escriure poesia, contes, un gènere en el qual se'l considera mestre, teatre i un diari de 16 volums, escrit de 1932 a 1993.

## Biografia
Va néixer en el poble de São Martinho d'Anta en la regió de Trás-os-Montes e Alto Douro Douro (nord de Portugal), de Francisco Correia fa Rocha i de la seva esposa Maria Conceição de Barros, petits agricultors. Després d'un breu període com a estudiant en un seminari catòlic en Lamego, el seu pare el va enviar al Brasil el 1920, on va treballar en una plantació de cafè d'un oncle. El seu oncle, trobant-ho intel·ligent, va decidir pagar els seus estudis. Torga va tornar a Portugal el 1925 per acabar la secundària i el 1933 es va graduar en medicina en la Universitat de Coïmbra. Després de graduar-se, va practicar en el seu llogaret de São Martinho d'Anta i en altres llocs de tot el país. Llavors va començar a escriure i a publicar els seus llibres durant diversos anys. El 1941 es va establir com a metge otorrinolaringòleg a Coïmbra.
Es va casar amb la professora belga Andrée Crabbé i va tenir una filla única, Clara Crabée da Rocha (Coïmbra, 1955), professora de Literatura i segona esposa el 1985 de Vasco Graça Moura.

## Obra literària i reconeixement
Va ser membre del moviment literari Presença durant un breu període abans de fundar dues revistes culturals als anys trenta. Després de la publicació del llibre O Quarto Dia da Criação do Mundo va ser detingut durant dos mesos, entre desembre de 1939 i febrer de 1940.
Les seves creences agnòstiques es reflecteixen en la seva obra, que tracta principalment de la noblesa de la condició humana en un món bell, però despietat on Déu és absent o no és més que un creador passiu i silenciós, indiferent.
El reconeixement del seu treball li va valer diversos premis importants, com el Premi Montaigne, el 1981, i el primer Premi Luís de Camões el 1989. Va ser nominat diverses vegades per al Premi Nobel de Literatura, des del 1959 fins al 1994, i sovint es va creure que seria el primer escriptor de llengua portuguesa a guanyar-lo (José Saramago es convertiria finalment en el primer Premi Nobel de Literatura portuguès el 1998). El novel·lista brasiler Jorge Amado va afirmar diverses vegades que Torga es mereixia aquest honor i la nominació de 1978 va comptar amb el suport de Vicente Aleixandre, el guanyador dels anys anteriors.

## Obres

### Poesia
- Ansiedade (1928)
- Rampa (1930)
- O Outro Livro de Job (1936)
- Lamentação (1943)
- Nihil Sibi (1948)
- Cântico do Homem (1950)
- Alguns Poemas Ibéricos (1952)
- Penas do Purgatório (1954)
- Orfeu Rebelde (1958)

### Ficció
- Pão Arábio (1931)
- Farrusco. The Blackbird and other Stories from the Portuguese.
- Criação do Mundo. Os Dois Primeiros Dias (1937)
- O Terceiro Dia da Criação do Mundo (1938; base autobiogràfica)
- O Quarto Dia da Criação do Mundo (1939; base autobiogràfica)
- O Quinto Dia da Criação do Mundo (1974; base autobiogràfica)
- O Sexto Dia da Criação do Mundo (1981; base autobiogràfica)
- Bichos (1940; història curta)
- Contos da Montanha (1941; història curta)
- Contos da Montanha (1991)
- O Senhor Ventura (1943; novel·la)
- Novos Contos da Montanha (1944; història curta)
- Vindima (1945)
- Fogo Preso (1976)

### Teatre
- Terra Firme e Mar (1941)
- O Paraíso (1949)
- Sinfonia (1947)